# Eberhard Schimbor
Eberhard Schimbor (* 1951 in Treuenbrietzen) ist ein ehemaliger deutscher Radrennfahrer, der zwischen 1974 und 1976 in der DDR aktiv war.

## Sportliche Laufbahn
Schimbor fuhr für den SC Dynamo Berlin. Im April 1974 gewann er das Eintagesrennen Berlin–Angermünde–Berlin. Er war zudem einer von fünf Radrennfahrern der DDR, die im Mai 1974 an einer 4-Etappen-Fahrt im italienischen Albana-Gebirge teilnehmen durften. In jener Saison startete er mit der Nationalmannschaft in der Polen-Rundfahrt, wobei er vorzeitig ausschied.
Im Jahr 1975  belegte er bei Rund um Berlin hinter Eberhard Sanftleben und Wolfgang Lötzsch den dritten Platz. Er wurde im selben Jahr hinter Hans-Joachim Hartnick Silbermedaillengewinner vor Michael Schiffner bei den DDR-Straßen-Radmeisterschaften im Kriterium und nahm an der DDR-Rundfahrt teil.